# Oregon Ducks
Oregon Ducks är en idrottsförening tillhörande University of Oregon och har som uppgift att ansvara för universitetets idrottsutövning.
Ducks är hemmahörande i Eugene i Oregon. Idrottsföreningens mest framgångsrika är inom främst amerikansk fotboll, basket och friidrott. Basketlaget spelar sina hemmamatcher på Matthew Knight Arena och fotbollslaget spelar på Autzen Stadium. Friidrott utövas på Hayward field; nytt stadium är donerat av Phil Knight.
Laget spelar återkommande matchen Civil War Game i amerikansk fotboll mot Oregon State Beavers.
Skolans maskot är Kalle Anka. Kända anhängare till Oregon Ducks inkluderar Ken Kesey och Phil Knight.

## Idrottsutövare
| Basket - Bol Bol - Chris Boucher - Dillon Brooks - Troy Brown Jr. - N'Faly Dante - Chris Duarte | - Sabrina Ionescu - Miles Norris - Eugene Omoruyi - Payton Pritchard - Kel'el Ware Friidrott - Steve Prefontaine |